# 空港アクセス・三雲松阪コミュニティバス

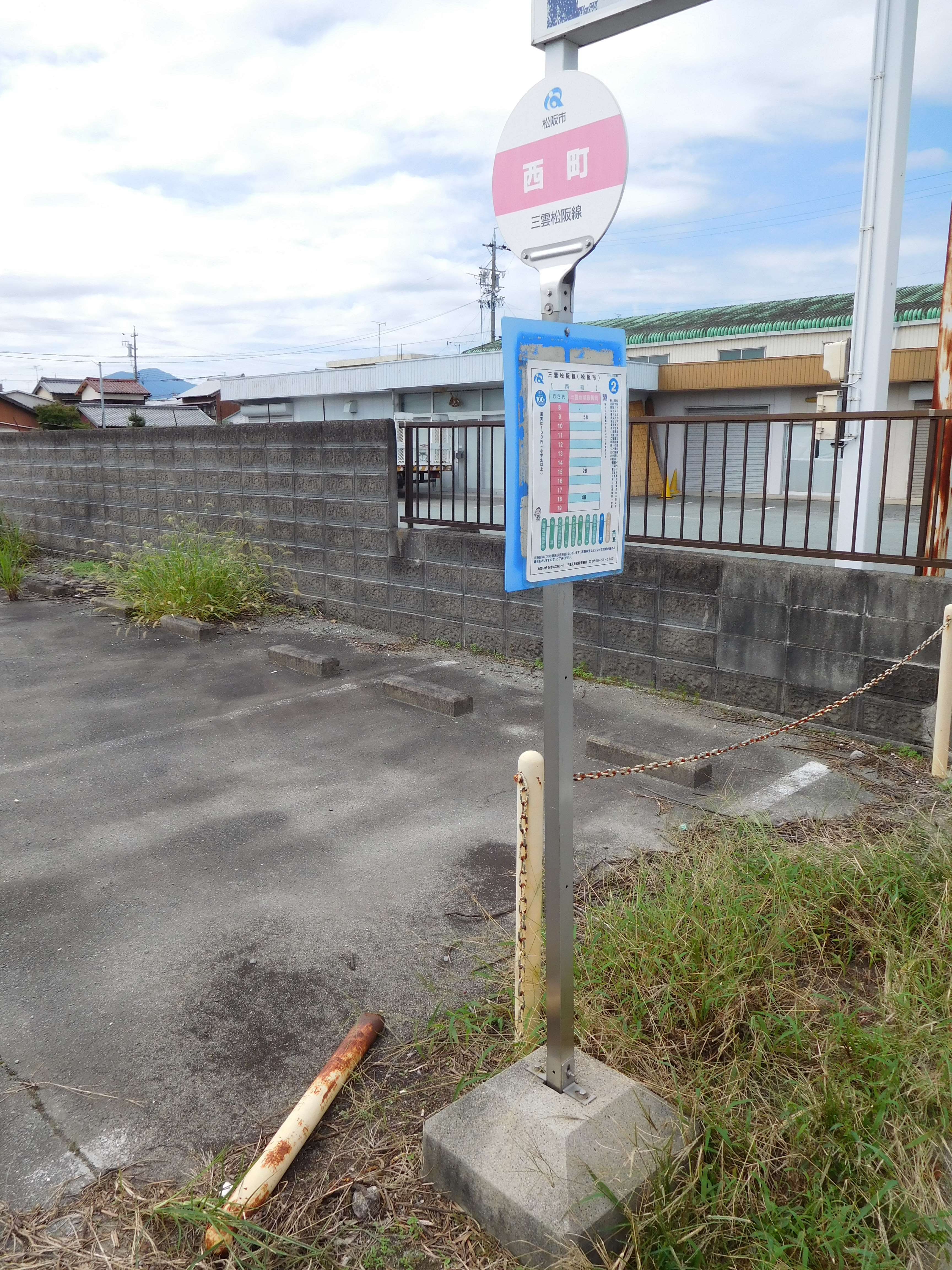
三雲松阪線西町バス停

空港アクセス・三雲松阪コミュニティバス（くうこうアクセス・みくもまつさかコミュニティバス）は、三重県松阪市で運行していたコミュニティバスである。

## 概要
2010年（平成22年）6月のダイヤ改正により、空港アクセス線（くうこうアクセスせん）と三雲松阪線（みくもまつさかせん）に分離した（2016年（平成28年）12月に松阪港と中部国際空港とを結ぶ高速船廃止に伴い、空港アクセス線は大口線に名称変更）。運行は空港アクセス・三雲松阪コミュニティバスに引き続き三重交通松阪営業所が行う。

## 沿革
空港アクセス・三雲松阪コミュニティバスは2006年（平成18年）12月20日に、松阪港と中部国際空港を結ぶ「松阪ベルライン」の就航に合わせて運行を開始した。かつて、ほぼ同ルートで三重交通バス32系統（松阪駅前 - 小野江）・81系統（松阪駅前 - 松阪港 - 猟師町）が運行されていたことがある。
2010年（平成22年）6月1日に時刻表改正が行われ、空港アクセス線と三雲松阪線に分離したが、引き続き乗り継ぎができるようになっている。
2016年（平成28年）12月19日の高速船廃止に伴い、空港アクセス線は大口線に名称が変更され、終点が松阪港（空港アクセス線時代の空港アクセス第二駐車場）になった。
2018年（平成30年）4月1日、ダイヤ改正により三雲松阪線がベルタウン・よいほモール・プラザ鈴経由になる（三雲地域振興局発1便は通過）。
2019年（平成31年）4月1日、ダイヤ改正によりそれぞれ、鈴の音バス大口線、三雲松阪線になる。また、大口線は済生会松阪総合病院に、三雲松阪線は天白（回転場）に乗り入れ開始（三雲発第1便はこれまで通り三雲地域振興局始発）。これにより天白で、三重交通バス31系統津三雲線（天白 - 津駅）と接続されるようになった。

## 運行経路

### 現行経路

#### 大口線
- 松阪港 - セントラルグラスファイバー前 - 大口郵便局前 - マックスバリュ郷津店前 - 松阪警察署前 - 近鉄松阪駅 - （済生会病院） - マックスバリュ中央店 - JR松阪駅
  - 松阪港ゆきは、1日4本運行。全便JR松阪駅発。
  - 松阪駅方面ゆきは、1日4本運行。全便JR松阪駅行。
    - 第1・2・3便は三雲松阪線に乗り継ぎが可能[3]。

  - 済生会病院停留所は、松阪港ゆき、松阪駅方面行きともに、近鉄松阪駅停留所の一つ手前で停車する。また、平日のみの営業で、1便と4便は通過する。
  - マックスバリュ中央店停留所は、1便は通過する。

#### 三雲松阪線
- JR松阪駅 - ベルタウン - よいほモール - よいほモール北 - 西町 - 松阪マーム - 松ヶ崎 - アピタ松阪三雲店 - 米ノ庄 - 天白
  - 天白ゆきは、1日6本、JR松阪駅ゆきは1日7本運行。
  - JR松阪駅ゆきは第2.3.6便を除き、大口線に乗り継ぎが可能[1]。
  - 松阪マームとアピタ松阪三雲店停留所は同店のイベント時は停車しない[1]。
  - 米ノ庄停留所は天白ゆきのみ停車。ただし、アピタ松阪三雲店のイベント時はJR松阪駅ゆきも臨時停車する[1]。
  - よいほモール北、よいほモール、ベルタウン停留所は、JR松阪駅ゆきの1便は通過する。

### 過去の運行経路

#### 空港アクセス・三雲松阪コミュニティバス
- 松阪港・空港アクセス - 大口郵便局前 - 近鉄松阪駅 - JR松阪駅 - 松ヶ崎 - 三雲地域振興局（松阪港 - 近鉄松阪駅間の所要時間は、12分）
- 松阪港・空港アクセス - 大口郵便局前 - 近鉄松阪駅
  - 松阪港から近鉄松阪駅ゆき5本、三雲ゆき4本を運行。
  - 松阪港ゆきは、三雲から5本、近鉄松阪駅から3本を運行。
  - この他、セントレア発最終便の高速船利用者のみ乗車できる便が松阪港発近鉄松阪駅ゆきのみ1本あった（途中停留所は通過）。

## 車両
- いすゞ・エルガミオ（三重交通松阪営業所：3001号車（※ 点検等により別車両となる可能性があった））